# کلاته خلیل‌آباد
کلاته خلیل‌آباد یا خلیل‌آباد روستایی در دهستان زنگلانلو بخش لطف آباد شهرستان درگز استان خراسان رضوی ایران است.

## جمعیت
بر پایه سرشماری عمومی نفوس و مسکن در سال ۱۳۹۵ جمعیت این روستا ۱۷۴ نفر (۴۱خانوار) بوده‌است.